# Songnim
Město Songnim (korejsky 송림시 – Songnim si) je město a přístav v provincii Severní Hwanghe v Severní Koreji. Leží na levém, východním břehu Tedongu přibližně dvacet kilometrů východně od Nampcho. K roku 2008 měl Songnim bezmála 130 tisíc obyvatel. Nejvýznamnějším průmyslem ve městě je železárenství.

## Dějiny
Do roku 1910 se jednalo o vesnici Solme (korejsky 솔메). V letech 1910 až 1945, během japonské okupace Koreje, se obec nazývala korejsky Kjŏmipcho (korejsky 겸이포) a japonsky Kendžiho (兼二浦). V této době také došlo k růstu na město v souvislosti s rozvojem železárenství – slévárna zde byla založena v roce 1916.
Od roku 1947 se město nazývá Songnim.
Během Korejské války bylo město zcela vybombardováno.